# Carsten Nicolai
 (juin 2018).
Si vous disposez d'ouvrages ou d'articles de référence ou si vous connaissez des sites web de qualité traitant du thème abordé ici, merci de compléter l'article en donnant les références utiles à sa vérifiabilité et en les liant à la section « Notes et références ».
Carsten Nicolai, aussi connu sous le pseudonyme d'Alva Noto, est un artiste de musique électronique allemand né le 18 septembre 1965. En plus de sa carrière solo, il fait également partie du groupe Signal et réalise de nombreuses collaborations avec Ryuichi Sakamoto.

## Biographie
Nicolai est né à Chemnitz, anciennement appelée Karl-Marx-Stadt, dans l'Allemagne de l'Est. Il a étudié l'architecture et le paysagisme avant de poursuivre des études d'art. En 1999, il fonde le label Raster-Noton.

## Musique
Carlsten Nicolai publie ses projets souvent sous le pseudonyme de Alva Noto. Il produit de la musique  microson (microsound en anglais), qui contient des bruits très courts.

## Discographie

### Albums
- 2000 : Alva Noto - Prototypes (Mille Plateaux)
- 2001 - 2006 : Alva Noto - cycle Transall :
  - 2001 : Transform (Mille Plateaux)
  - 2005 : Transrapid (Raster-Noton)
  - 2005 : Transvision (Raster-Noton)
  - 2006 : Transspray (Raster-Noton)
- 2006 : Alva Noto - For (Line)
- 2007 : Alva Noto - Xerrox Vol.1 (Raster-Noton)
- 2007 : Aleph-1 - Aleph-1 (iDeal Recordings)
- 2008 : Alva Noto - Unitxt (Raster-Noton)
- 2009 : Alva Noto - Xerrox Vol.2 (Raster-Noton)
- 2011 : Alva Noto - Univrs (Raster-Noton)
- 2015 : Alva Noto - Xerrox Vol.3 (Raster-Noton)
- 2018 : Unieqav (Raster-Noton)
- 2020 : Alva Noto - Xerrox Vol.4 (Noton)

### Collaborations
- Avec Scanner :
  - 2001 : Alva Noto + Scanner - Uniform (SFMOMA)

- Avec Ryuichi Sakamoto :
  - 2002 : Alva Noto + Ryuichi Sakamoto - Vrioon (Raster-Noton)
  - 2005 : Alva Noto + Ryuichi Sakamoto - Insen (Raster-Noton)
  - 2006 : Alva Noto + Ryuichi Sakamoto - Revep (Raster-Noton)
  - 2006 : Alva Noto + Ryuichi Sakamoto - Insen Live (Raster-Noton)
  - 2008 : Alva Noto + Ryuichi Sakamoto & Ensemble Modern - Utp (Raster-Noton)
  - 2015 : Alva Noto, Ryuichi Sakamoto & Bryce Dessner - The Revenant (Original Motion Picture Soundtrack) (Milan)
  - 2018 : Alva Noto + Ryuichi Sakamoto - Glass (Noton)

- Avec Opiate, sous le pseudonyme commun d'Opto :
  - 2001 : Opto Files (Raster-Noton)
  - 2004 : Opto: 2nd (Hobby Industries)

- Avec Zeitkratzer :
  - 2008 : Zeitkratzer & Carsten Nicolai - Electronics (Zeitkratzer Records)

- Avec Blixa Bargeld, comme ANBB :
  - 2010 : Ret Marut Handshake (Raster-Noton)
  - 2010 : Mimikry (Raster-Noton)
- Avec Anne-James Chaton & Andy Moor :
  - 2012 : Décade (Raster-Noton)

### Compilations
Les pistes suivantes apparaissent exclusivement sur des compilations :
- 1997 : Chemnitz (sur Decay)
- 1998 : POL .Motor, .Test, .Versuch, .Anordnung, .Variation, .Modell (sur Just About Now)
- 1999 : Zeit T3 (sur Effe 1999)
- 1999 : Polyfoto 1a-1 (sur Modulation & Transformation 4)
- 1999 : ∞ [Radio Teeth Edit] (sur Because Tomorrow Comes #2)
- 1999 : Crystal.s2 (sur Microscopic Sound)
- 2000 : Crystal s 10 60 sec. (sur Computer Music Journal Sound Anthology, vol. 24)
- 2000 : Prototype n. (sur Clicks & Cuts)
- 2000 : Prototyp P (sur Raster-Noton. Oacis)
- 2001 : Sound Mobile (sur Ringtones)
- 2001 : Neue Stadt Skizze 1 (sur Between Two Points)
- 2001 : Modul 4, Impulse (sur Raster-Noton.(O)acis Box)
- 2001 : Neue Stadt (Skizze 8) (sur Clicks & Cuts, Vol. 2)
- 2001 : M 06 Short (sur Electric Ladyland Clickhop Version 1.0)
- 2002 : Crystal R (sur Various - Live Sets At Ego 1998-2000)
- 2002 : Strategies Against War 1.0--Covering All Information With White Noise (sur 60 Sound Artists Protest The War)
- 2002 : Menschmaschine (sur Klangmaschine_Soundmachine)
- 2002 : Obi_2.3 (sur Electrograph 02 - Athens Sound Media Festival 02)
- 2003 : MM, Time Dot (sur Raster-Noton. Archiv 1)
- 2003 : 60 sec (sur Soundcultures)
- 2003 : Obi 2 Min. (sur Frecuencies [Hz])
- 2004 : Party Plasibenpius (For Rune Lindblad) (sur The Hidden City - Sound Portraits (sur Göteborg)
- 2004 : m6re (sur SoundxVision 2004)
- 2004 : Time…Dot (3) (sur An Anthology Of Noise & Electronic Music / Third A-Chronology 1952-2004)
- 2004 : Party Plasibenpuis (for Rune Lindblad) (sur The Hidden City: Sound Portraits (sur Goteborg)
- 2005 : Post-Remo (sur Richard Chartier + Various - Re'Post'Postfabricated)
- 2005 : Re10 (sur Landscape 2)
- 2005 : Odradek (Music to Play in the Dark) (sur It Just Is In Memoriam Jhonn Balance)
- 2007 : Sonolumi (For Camera Lucida) (sur Camera Lucida)
- 2007 : 06.1 Quanta Random (sur Tribute To Iannis Xenakis)
- 2007 : Haliod Xerrox Copy 3 (Paris) (sur Mind The Gap Volume 70)
- 2008 : Stalker (sur In Memoriam Andrey Tarkovsky)
- 2008 : Planet Rock (sur Recovery)
- 2008 : Garment (sur Sound Canvas | 1)

### Remixes
- Ryuichi Sakamoto - Insensatez (Re-model by Alva Noto)
- Ryuichi Sakamoto - Undercooled (Alva Noto Remodel)
- Björk - Innocence (Alva Noto Unitxt Remodel 12 Remix)
- Byetone - Plastic Star (Alva Noto Remix)
- Modwheelmood - Things Will Change (Remodeled by Alva Noto)
- Spyweirdos - Wiesbaden (Already Happened Tomorrow) (Schwarzer Bock Mix)
- Ludovico Einaudi - Divenire (Alva Noto Remodel)
- Pomassl - Sol (Alva Noto Rmx)
- Machinefabriek - Stofstuk (Alva Noto Remix)
- Opiate - 100301 (Re-Model by Alva Noto)

## Autres
Carsten Nicolai est Président d'Honneur des Qwartz (musique)Qwartz en 2011 et remet le Qwartz d'Honneur à Matthew Herbert.